# Jean Carl
Jean Carl, geboren als Johann Carl (Scuol, Graubünden, 28 november 1877 – Genève, 7 juni 1944), was een Zwitserse entomoloog. Hij werkte bij het Natuurhistorisch Museum van Genève van 1900 tot 1944, waar hij voornamelijk duizendpotigen bestudeerde, maar ook orthoptera, wandelende takken, pissebedden en springstaarten. Hij beschreef meer dan 670 taxa, waaronder meer dan 500 soorten. 

## Naar hem toegewijde taxa
Het geslacht Carlius Uvarov, 1939 is opgedragen aan Jean Carl, evenals de volgende soorten:
- Ischyropsalis carli Lessert, 1905
- Oedignatha carli Reimoser, 1934
- Smeringopus carli Lessert, 1915
- Thyropygus carli Attems, 1938

## Beschreven taxa
Carl beschreef twee superfamilies van de duizendpoten:
- Pygmaeosomatoidea Carl, 1941
- Rhachodesmoidea Carl, 1903

Hij beschreef ook de volgende vier families:
- Oncopoduridae Carl & Lebedinsky, 1905
- Pygmaeosomatidae Carl, 1941
- Rhachodesmidae Carl, 1903
- Rhachidesmidae Carl, 1903

Jean Carl is de beschrijver of co-beschrijver van 99 verschillende geslachten:
- Aceratophallus Carl, 1902
- Akribosoma Carl, 1935
- Amphipeltis Carl, 1914
- Andropromachus Carl, 1913
- Anthogonopus Carl, 1926
- Antillophilus Carl, 1913
- Archandrodesmus Carl, 1932
- Atopogonus Carl, 1926
- Bacunculus Carl, 1913
- Brachycerodesmus Carl, 1914
- Brachyrhamphus Carl, 1915
- Brachyspirobolus Carl, 1914
- Calymmodesmus Carl, 1914
- Canacophilus Carl, 1926
- Chelogonobolus Carl, 1919
- Cingalobolus Carl, 1918
- Cladomimus Carl, 1915
- Coonoorophilus Carl, 1932
- Cotylotropis Carl, 1926
- Cyphozonus Carl, 1913
- Desmocricus Carl, 1918
- Echinoclonia Carl, 1913
- Fuhrmannodesmus Carl, 1914
- Grammorhabdus Carl, 1932
- Gymnogonodesmus Carl, 1922
- Gyrodrepanum Carl, 1932
- Gyrophallus Carl, 1914
- Heteropeltis Carl, 1914
- Himantogonus Carl, 1932
- Hingstonia Carl, 1935
- Holopodostreptus Carl, 1913
- Japygophana Carl, 1921
- Klimakodesmus Carl, 1932
- Koinoglyphius Carl, 1941
- Komphobolus Carl, 1941
- Kukkalodesmus Carl, 1932
- Labidiophasma Carl, 1915
- Lankabolus Carl, 1941
- Lankadesmus Carl, 1932
- Macroquilta Carl, 1916
- Mastodesmus Carl, 1911
- Melanodesmus Carl, 1914
- Mesodesmus Carl, 1909
- Mesoniscus Carl, 1906
- Micrarchus Carl, 1913
- Microrhachis Carl, 1903
- Microspirobolus Carl, 1909
- Mimarchus Carl, 1913
- Mimoscudderia Carl, 1914
- Neocordyloporus Carl, 1905
- Neodontopyge Carl, 1913
- Neoleptodesmus Carl, 1903
- Nesoglomeris Carl, 1912
- Nesoscirtella Carl, 1914
- Oncopodura Carl & Lebedinsky, 1905
- Ootacadesmus Carl, 1932
- Pagodesmus Carl, 1932
- Paracanachus Carl, 1915
- Parahieroglyphus Carl, 1916
- Paraleptinia Carl, 1913
- Paralistroscelis Carl, 1908
- Parallaga Carl, 1916
- Paranedyopus Carl, 1932
- Paraphylloptera Carl, 1914
- Parapsyra Carl, 1914
- Parasimodera Carl, 1914
- Paroxyartes Carl, 1913
- Phyllogonostreptus Carl, 1918
- Picrogonopus Carl, 1941
- Pixodesmus Carl, 1926
- Plethodesmus Carl, 1926
- Polydrepanum Carl, 1932
- Polygamus Carl, 1914
- Pseudomorphacris Carl, 1916
- Pseudoprionopeltis Carl, 1902
- Pseudosphaeroparia Carl, 1932
- Pseudospirobolellus Carl, 1912
- Pseudostheneboea Carl, 1913
- Pycnotropis Carl, 1914
- Pygmaeosoma Carl, 1941
- Saussurobolus Carl, 1919
- Sholaphilus Carl, 1932
- Sikoriella Carl, 1914
- Skotodesmus Carl, 1932
- Sphyrometopa Carl, 1908
- Steganostigmus Carl, 1932
- Stenobolus Carl, 1918
- Stenostreptus Carl, 1917
- Stenurostreptus Carl, 1917
- Tectoporus Carl, 1902
- Telodrepanum Carl, 1932
- Tonkinacris Carl, 1916
- Trichogonostreptus Carl, 1918
- Trichozonus Carl, 1905
- Wattenwyliella Carl, 1914
- Xenobolus Carl, 1919
- Xenodoxus Carl, 1914
- Xiphidiogonus Carl, 1932
- Yorkiella Carl, 1908

Carl beschreef ook honderden (in totaal 569) verschillende soorten, ondersoorten, variëteiten of vormen.
- Bibliothèque nationale de France: cb10234205c (data)
- Gemeinsame Normdatei: 1183036922
- Système universitaire de documentation: 194906043
- Virtual International Authority File: 221081489
- WorldCat: E39PBJrRdhfxXJdVCQYbYH7yh3